# Esch (bei Wittlich)
Esch ist eine Ortsgemeinde im Landkreis Bernkastel-Wittlich in Rheinland-Pfalz. Sie gehört der Verbandsgemeinde Wittlich-Land an.

## Geographische Lage
Esch liegt im südlichen Salmtal am Rande der Moselberge.

## Geschichte
Esch wurde erstmals 1086 unter dem Namen Asche urkundlich erwähnt. Es war Sitz des Amtes Udenesch. Im 15. Jahrhundert war Esch Wohnsitz des seligen Eberhard, durch den der Wallfahrtsort Klausen gegründet wurde. Ab 1794 stand Esch unter französischer Herrschaft, 1815 wurde der Ort auf dem Wiener Kongress dem Königreich Preußen zugeordnet. Seit 1946 ist er Teil des Landes Rheinland-Pfalz.
Bevölkerungsentwicklung
Die Entwicklung der Einwohnerzahl der Gemeinde Esch, die Werte von 1871 bis 1987 beruhen auf Volkszählungen:
| Jahr | Einwohner |
| 1815 | 178       |
| 1835 | 278       |
| 1871 | 287       |
| 1905 | 220       |
| 1939 | 243       |
| 1950 | 270       |

| Jahr | Einwohner |
| 1961 | 275       |
| 1970 | 275       |
| 1987 | 441       |
| 1997 | 475       |
| 2005 | 423       |
| 2023 | 418       |

## Politik

### Bürgermeister
Uwe Ruhnau wurde am 28. August 2019 Ortsbürgermeister von Esch.
Er wurde 2024 wiedergewählt.
Ruhnaus Vorgänger Peter Body hatte das Amt von 1999 bis 2019 ausgeübt.

### Wappenbeschreibung
Das Wappen zeigt „unter goldenem Schildhaupt einen wachsenden roten Löwen mit silber-blauer Eisenhutfeh“.